# Хуторянский, Борис Яковлевич
Борис Яковлевич Хуторянский (9 [22] марта 1911 — 11 января 1981) — советский звукооператор.

## Биография
Звукооператор киностудии «Ленфильм».
Участник Великой Отечественной войны: техник-лейтенант. Награждён медалью «За победу над Германией в Великой Отечественной войне 1941–1945 гг.».

## Фильмография
- 1937 — Возвращение Максима (вместе с Ильёй Волком) (Режиссёры-постановщики: Григорий Козинцев, Леонид Трауберг)
- 1938 — Выборгская сторона (вместе с Ильёй Волком) (Режиссёры-постановщики: Григорий Козинцев, Леонид Трауберг)
- 1947 — Пирогов (вместе с Ильёй Волком) (Режиссёр-постановщик: Григорий Козинцев)
- 1955 — Двенадцатая ночь (Режиссёр-постановщик: Ян Фрид)
- 1956 — Дорога правды (Режиссёр-постановщик: Ян Фрид)
- 1957 — На переломе (Режиссёр-постановщик: Николай Лебедев)
- 1958 — В дни Октября (Режиссёр-постановщик: Сергей Васильев)
- 1958 — Под стук колёс (Режиссёр-постановщик: Михаил Ершов)
- 1959 — Ссора в Лукашах (Режиссёр-постановщик: Максим Руф)
- 1960 — Люблю тебя, жизнь! (Режиссёр-постановщик: Михаил Ершов)
- 1960 — Пойманный монах (ТВ) (Режиссёр-постановщик: Григорий Никулин)
- 1961 — Пёстрые рассказы (Режиссёр-постановщик: Максим Руф)
- 1962 — Дикая собака динго (Режиссёр-постановщик: Юлий Карасик)
- 1964 — Гамлет (Режиссёр-постановщик: Григорий Козинцев)
- 1965 — Первая Бастилия (вместе с Галиной Гавриловой) (Режиссёр-постановщик: Михаил Ершов)
- 1966 — Два билета на дневной сеанс (Режиссёр-постановщик: Герберт Раппапорт)
- 1967 — Хроника пикирующего бомбардировщика (Режиссёр-постановщик: Наум Бирман)
- 1968 — Старая, старая сказка (Режиссёр-постановщик: Надежда Кошеверова)
- 1970 — Волшебная сила (Режиссёр-постановщик: Наум Бирман)
- 1971 — Тень (Режиссёр-постановщик: Надежда Кошеверова)
- 1972 — Круг (Режиссёр-постановщик: Герберт Раппапорт)
- 1972 — Учитель пения (Режиссёр-постановщик: Наум Бирман)
- 1973 — Я служу на границе (Режиссёр-постановщик: Наум Бирман)
- 1974 — Сержант милиции (ТВ) (Режиссёр-постановщик: Герберт Раппапорт)
- 1975 — Шаг навстречу (Режиссёр-постановщик: Наум Бирман)
- 1976 — Меня это не касается (Режиссёр-постановщик: Герберт Раппапорт)

## Звукооператор дубляжа
- 1968 — Рабыня (Режиссёр-постановщик: Булат Мансуров) («Туркменфильм»)

- 1953 — Голубой контингент (Режиссёр-постановщик: Фолько Квиличи) (Италия)
- 1967 — Ох, уж этот дед! (Режиссёр-постановщик: Жак Пуатрено) (Франция)
- 1968 — Месть гайдуков (Режиссёр-постановщик: Дину Коча) (Румыния)
- 1969 — Заколдованный кафтан (Режиссёр-постановщик: Тамаш Фейер) (Венгрия)

## Признание и награды
- 1961 — Пёстрые рассказы — Первый приз фильму на МФТФ в Каире, Египет (1962).
- 1964 — Гамлет — Специальная премия и почетный Диплом жюри на МКФ в Венеции, Италия (1964); Специальная премия и Диплом жюри национальной федерации киноклубов на МКФ в Сан-Себастьяне, Испания (1965); Приз «Золотая медаль» фильму на МКФ шекспировских фильмов в Висбадене, ФРГ (1964); Приз фильму на IX МКФ в Корке, Ирландия (1964); Приз фильму на МКФ современной классики в Карачи, Лахоре и Дакке, Пакистан (1965); Приз «Серебряная лама» на МКФ в Лиме, Перу (1965) лучшему фильму; 4 Приз «За лучший иностранный фильм» на VIII ежегодном конкурсе Всеамериканской прессы (1965); Лучший фильм года на экранах Японии, Чили, Великобритании (1965); Приз фильму в Милане, Италия (1965); Приз «Фемина дю синема» и Почетный диплом фильму в Брюсселе, Бельгия (1965); На конкурсе фильмов, проведенном журналом «Советский экран» в 1965 году, назван читателями лучшим фильмом 1964 года; Призы «Золотой лавровый венок» фильму и режиссёру на X МКФ в Сан-Франциско, США (1966).